# Gastón Soffritti
Gastón Nicolás Soffritti (Buenos Aires, 13 de diciembre de 1991) es un actor y productor de televisión argentino. Es conocido por sus participaciones en las telenovelas Floricienta, Chiquititas sin fin, Patito feo, Sueña conmigo, Graduados, Por amarte así y Simona.

## Formación artística
Cursó los estudios secundarios en el colegio Cardenal Copello, ubicado en el barrio de Villa Devoto de la ciudad de Buenos Aires, aunque vivió toda su infancia y adolescencia en Villa Lynch, partido de General San Martín, en el Gran Buenos Aires. Al terminar el colegio, comenzó a estudiar teatro con Mónica Bruni, profesora de actuación de la Universidad de Buenos Aires y maestra del Taller de Iniciación Actoral Argentino. Además desde la edad de dieciocho años estudia canto con Willie Lorenzo, cantante, guitarrista, entrenador vocal y compositor.

## Carrera profesional
Su primera aparición en televisión se produjo en el año 2000 en el programa Café Fashion, contando chistes en una pequeña sección del programa. Un año después, Soffritti se presentó a un casting para la telenovela Yago, pasión morena, en donde buscaban a un niño de 7 años para el papel de Mateo Sirenio, a pesar de tener 9 años fue elegido para el mismo.
En el año 2002 debutó en teatro en la obra de Manuel González Gil y Osvaldo Santoro, Pequeños fantasmas, la misma recibió muy buenas críticas pero por la situación económica de Argentina en ese momento debió ser cancelada.
En el año 2003 es convocado por la productora argentina Cris Morena para formar parte de la telenovela infantil Rincón de luz. Dos años más tarde vuelve a la televisión nuevamente de la mano de Cris Morena, sumándose a la segunda temporada de Floricienta. Un año después trabajó en otra de sus producciones, en este caso, la telenovela Chiquititas. Además actuó en todas las adaptaciones de las mismas en teatro.
En el año 2006 realizó el doblaje al español del personaje "Dash Parr" de la película de Disney, Los Increíbles.
En el año 2007 es convocado por Ideas del Sur y Marcelo Tinelli para ser parte del elenco de la ficción infantil Patito feo, la cual fue emitida por Canal 13 y Disney Channel. La misma tuvo una gran repercusión en América Latina, Europa y Asia, lo que lo llevó a realizar diversas giras y presentaciones con el elenco de la telenovela entre 2007 y 2009.
En el año 2009 debutó en su primer largometraje, con la película italiana Un paradiso per due, la misma fue dirigida por Pier Luigi Belloni y protagonizada por Vanessa Incontrada.
Durante los años 2010 y 2011 formó parte del elenco protagónico de la serie infantil juvenil de Nickelodeon, Sueña conmigo, en la cual también participó en su adaptación teatral.
Durante 2012 formó parte de la telecomedia  Graduados, creada Sebastián Ortega, dirigida por Miguel Colom y protagonizada por Nancy Dupláa y Daniel Hendler, en donde interpretó a Martín Cataneo, personaje por el cual fue ternado en los Premios Tato, en la categoría Revelación. En octubre de ese año firmó su contrato con la productora JazProducciones para formar parte de una comedia teatral, Los Grimaldi, junto a los actores Rodolfo Ranni y Georgina Barbarossa entre otros. El 22 de diciembre de 2012 la obra debutó en el Teatro del Sol de Villa Carlos Paz.
En diciembre de 2012, luego de finalizar  la telecomedia Graduados, Soffritti es nuevamente convocado por Sebastián Ortega para ser el protagonista juvenil de una nueva ficción televisiva llamada Los vecinos en guerra, que inició sus transmisiones por la cadena Telefe en abril de 2013.
En 2014 actúa en la miniserie El otro, no todo lo que ves, e integra el elenco de la telenovela de Pol-ka, Noche y día, protagonizada por Facundo Arana y Romina Gaetani. Al año siguiente protagoniza y produce la obra teatral Sexo con extraños, junto a Guillermina Valdés, y en cine actúa en El desafío.
En 2016 participa en la telenovela Por amarte así emitida por Telefé, en la misma interpreta a Manuel Correa, una joven promesa del fútbol cuya vida da un giro inesperado al ser atropellado accidentalmente por Mercedes (Brenda Asnicar) y quedando paralítico.
En noviembre de 2017 se empezó a grabar la telenovela Simona, de Adrián Suar para Polka-Producciones. La protagonista es Ángela Torres y comparte elenco con Agustín Casanova, Juan Darthés, Ana María Orozco, entre muchos otros.

## Trabajos

### Ficciones de televisión
| 2001-2002 | Yago, pasión morena         | Mateo Sirenio              |
| 2003      | Rincón de luz               | Guillermo Haudin           |
| 2005      | Floricienta                 | Thiago                     |
| 2006      | Chiquititas 2006            | Federico "Pulgas" Romero   |
| 2007-2008 | Patito feo                  | Matías Beltrán             |
| 2010-2011 | Sueña conmigo               | Iván Quinteros             |
| 2011      | Historias de la primera vez | Joaquín Cavenaghi          |
| 2012      | Graduados                   | Martín Catáneo             |
| 2013-2014 | Los vecinos en guerra       | Lucas Mayorga Barreiro     |
| 2014      | La celebración              | Julio                      |
| 2014-2015 | Noche y día                 | Benjamín Liberman          |
| 2015      | El otro                     | Jonathan "Jony" Valenzuela |
| 2016-2017 | Por amarte así              | Manuel Correa              |
| 2018      | Simona                      | Romeo Funes Guerrico       |
| 2018      | Sandro de América           | Miguel "Lito" Vázquez      |
| 2018-2021 | Millennials                 | Axel Forte                 |
| 2019      | Inconvivencia               | Diego                      |
| 2023      | Los protectores             | Axel Cartens               |
| 2024      | Cromañón                    | El alemán                  |

### Programas de televisión
| Programas | Programas                      | Programas    | Programas     | Programas |
| Año       | Título                         | Rol          | Notas         |           |
| --------- | ------------------------------ | ------------ | ------------- | --------- |
| 2013      | Celebrity Splash               | Participante | 4.º Eliminado |           |
| 2017      | Bailando por un sueño 2017     | Participante | Abandonó      |           |
| 2019      | Pareja o despareja             | Conductor    |               |           |
| 2021      | MasterChef Celebrity Argentina | Participante | 3.° Eliminado |           |

### Cine
| Año  | Título                          | Personaje                     |
| ---- | ------------------------------- | ----------------------------- |
| 2004 | Los Increíbles                  | Dash Parr (doblaje argentino) |
| 2010 | Un paradiso per due             | Cesare                        |
| 2014 | El otro (no todo es lo que ves) | Jony                          |
| 2015 | El desafío                      | Hernán                        |
| 2023 | Ustedes deciden                 | Nicolás Romero                |

### Teatro
| Año       | Obra                          |
| --------- | ----------------------------- |
| 2002      | Pequeños fantasmas            |
| 2004      | Rincón de luz                 |
| 2006      | Chiquititas sin fin           |
| 2007-2008 | Patito feo en el teatro       |
| 2009      | Patito feo: El show más lindo |
| 2011      | Sueña conmigo en concierto    |
| 2012-2013 | Los Grimaldi                  |
| 2015      | Sexo con extraños             |
| 2018      | Simona en vivo                |
| 2019-2020 | Gente feliz                   |
| 2023      | Somos nosotros                |

## Premios y nominaciones
| Año  | Premio                       | Categoría      | Por       | Resultado |
| ---- | ---------------------------- | -------------- | --------- | --------- |
| 2012 | Kids Choice Awards Argentina | Actor Favorito | Graduados | Nominado  |
| 2012 | Premios Tato                 | Revelación     | Graduados | Nominado  |